# Corydalis pseudolongipes
Corydalis pseudolongipes är en vallmoväxtart som beskrevs av Magnus Lidén. Corydalis pseudolongipes ingår i släktet nunneörter, och familjen vallmoväxter. Inga underarter finns listade i Catalogue of Life.